# Женевре
Женевре́ (фр. Genevrey) — коммуна во Франции, находится в регионе Франш-Конте. Департамент — Верхняя Сона. Входит в состав кантона Со. Округ коммуны — Люр.
Код INSEE коммуны — 70263.

## География
Коммуна расположена приблизительно в 320 км к юго-востоку от Парижа, в 60 км северо-восточнее Безансона, в 17 км к северо-востоку от Везуля.

## Население
Население коммуны на 2010 год составляло 229 человек.
| 1962 | 1968 | 1975 | 1982 | 1990 | 1999 | 2010 |
| ---- | ---- | ---- | ---- | ---- | ---- | ---- |
| 232  | 209  | 177  | 187  | 197  | 208  | 229  |

## Экономика

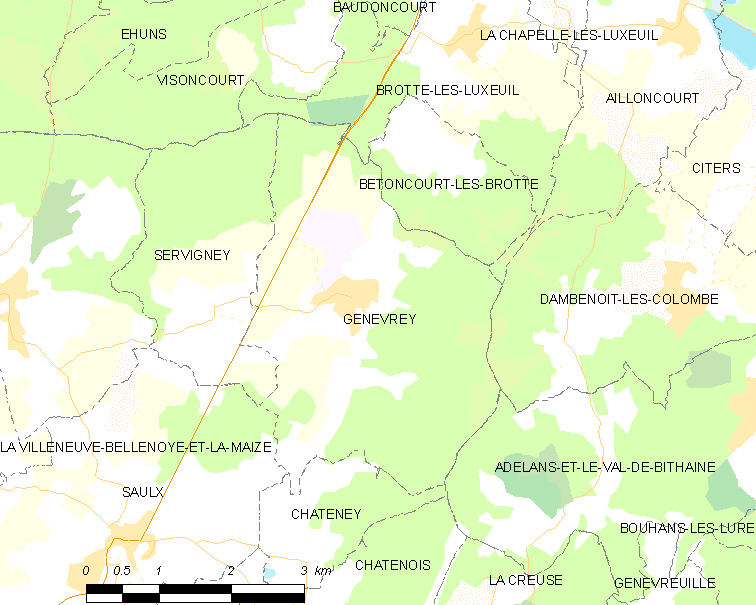
Карта коммуны

В 2010 году среди 159 человек трудоспособного возраста (15—64 лет) 127 были экономически активными, 32 — неактивными (показатель активности — 79,9 %, в 1999 году было 65,4 %). Из 127 активных жителей работали 118 человек (64 мужчины и 54 женщины), безработных было 9 (6 мужчин и 3 женщины). Среди 32 неактивных 14 человек были учениками или студентами, 12 — пенсионерами, 6 были неактивными по другим причинам.